# Jan Rudol

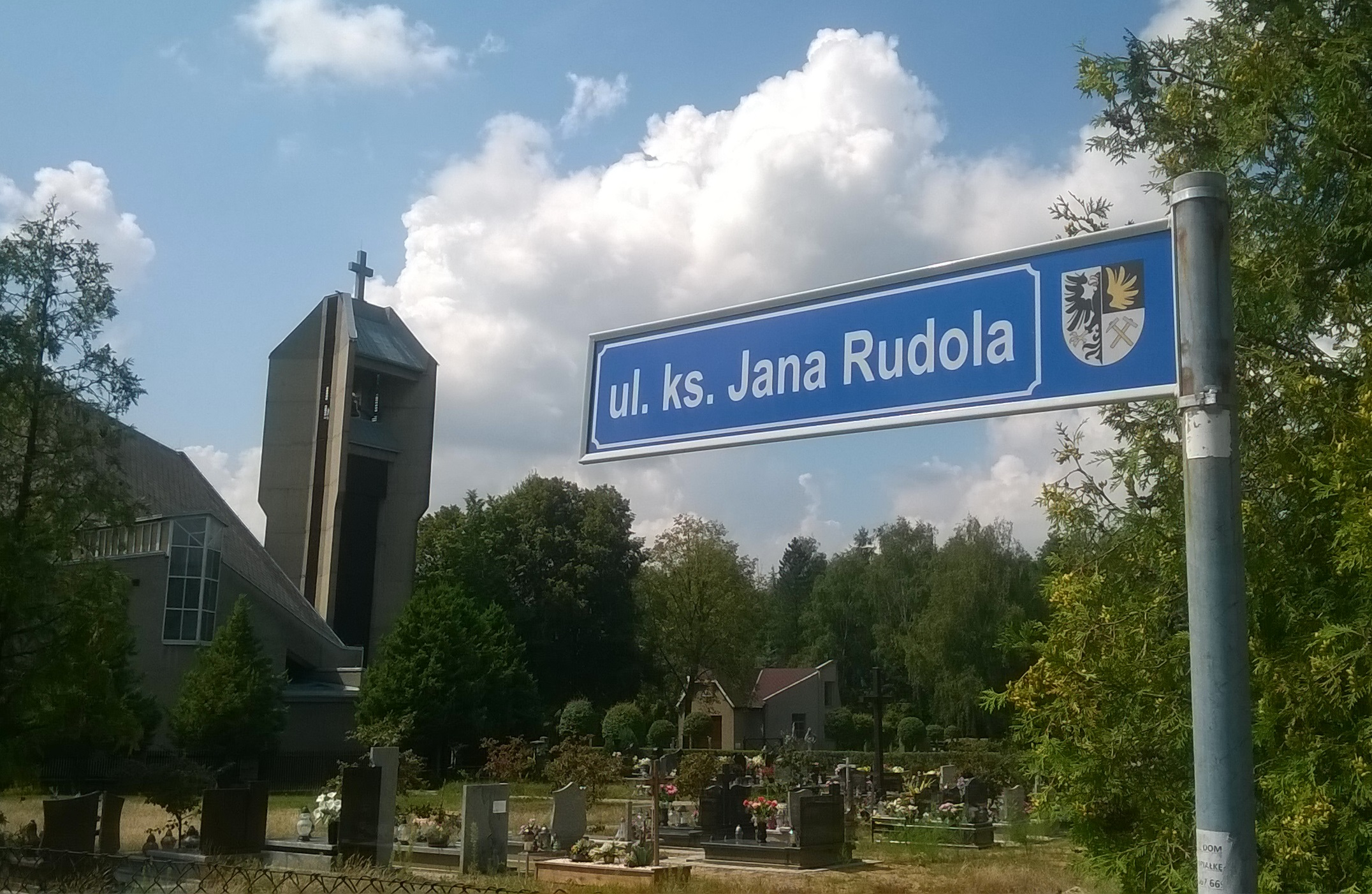
Tablica z nazwą ulicy ks. Jana Rudola w Tarnowskich Górach-Sowicach

Jan Rudol (ur. 23 grudnia 1911 w Królewskiej Hucie, zm. 10 listopada 1994 w Chorzowie) – polski duchowny katolicki, organizator i pierwszy proboszcz parafii w Sowicach.
Był synem Józefa i Anny z domu Wiesiołek. Ukończył szkołę powszechną w Królewskiej Hucie, następnie (1923–1931) uczęszczał do tamtejszego Państwowego Gimnazjum Klasycznego, w którym złożył egzamin dojrzałości. Naukę kontynuował w Śląskim Seminarium Duchownym w Krakowie, odbywając też kurs na Wydziale Teologicznym Uniwersytetu Jagiellońskiego, i 28 czerwca 1936 w kościele św. Apostołów Piotra i Pawła w Katowicach wyświęcony został na kapłana przez biskupa Stanisława Adamskiego. Mszę prymicyjną odprawił w kościele parafii św. Antoniego w Chorzowie i tam też pozostał na swojej pierwszej placówce duszpasterskiej, wykonując zastępstwo w okresie wakacyjnym. Pracował następnie w Dębieńsku (1936–1938), Skoczowie (1938–1939), Pietwałdzie (1939) i Karwinie (1939), a w czasie wojny w Czarnym Lesie (od października 1939) i Goduli (od października 1940).
We wrześniu 1942 wysłany został do wsi Sowice koło Tarnowskich Gór z zadaniem utworzenia tam placówki duszpasterskiej. W październiku tegoż roku rozpoczęła działalność lokalia z ks. Rudolem jako lokalistą, a po jej przekształceniu w parafię wrześniu 1945 jako proboszczem i kuratusem. W 1945 z inicjatywy proboszcza powstał kościół tymczasowy, a w latach 1953–1955 wymurowano plebanię. Rudol pozostawał zwierzchnikiem parafii przeszło 40 lat, odszedł na emeryturę w 1983. Ostatnie lata życia spędził jako rezydent parafii św. Antoniego w Chorzowie. Zmarł 10 listopada 1994 w Chorzowie, pochowany został na cmentarzu parafialnym w Sowicach, żegnany m.in. przez biskupów Damiana Zimonia i Jana Wieczorka.
W 1998 fragment ulicy Poziomkowej w Sowicach – dzielnicy Tarnowskich Gór – przemianowano na ulicę ks. Jana Rudola.